# Teuira Henry
Teuira Henry (née le 24 ou 27 janvier 1847 et décédée le 23 janvier 1915) est une ethnologue, folkloriste, linguiste, historienne et pédagogue tahitienne. Petite-fille du missionnaire anglais John Muggridge Orsmond, elle a reconstitué le manuscrit de son grand-père sur l'histoire de Tahiti, à partir des notes dont celui-ci s'était servi. La plupart de ses écrits ont été publiés à titre posthume par le Bernice Pauahi Bishop Museum, sous le titre Ancient Tahiti.

## Biographie
Teuira Henry naît le 24 janvier ou le 27 janvier 1847, à Tahiti ; elle est le quatrième enfant et la fille aînée de Isaac S. Henry et de Eliza Orsmond Henry,. Ses grands-parents paternels sont William Henry et Sarah Maebens Henry, et ses grands-parents maternels sont John Muggridge Orsmond et Isabella Nelson Orsmond. Ses deux grands-pères sont tous deux des missionnaires anglais protestants parmi les premiers arrivés à Tahiti. William Henry faisait partie du premier contingent de la London Missionary Society arrivé sur le Duff (en) en 1797,,,.
Élevée à Tahiti, elle est éduquée à l'école missionnaire dirigée par William Howe et sa femme, à Papeete. Elle apprend à parler couramment le français, l'anglais et le tahitien. Devenue maîtresse d'école, elle enseigne le français et l'anglais à l'école Viennot de Papeete pendant vingt ans. De 1890 à 1906, Teuira Henry enseigne également à la Royal School (en) d'Hawaï et à la Kaahumanu School d'Honolulu,,.
Pendant sa vie à Tahiti, entre 1817 et sa mort, en 1856, le grand-père maternel de Teuira Henry, John Muggridge Orsmond, avait recueilli un grand nombre de récits oraux, de mythes, de folklore, d'éléments généalogiques et de connaissances traditionnelles telles que l'astronomie et la navigation. En 1848, il avait offert un manuscrit sur l'histoire de Tahiti à Charles François Lavaud, un officiel français aux colonies, mais le document fut perdu avant d'avoir pu être publié à Paris,.
Au cours de sa vie, Teuira Henry reconstruit peu à peu ce manuscrit perdu en retranscrivant les notes originales laissées par son grand-père,. Elle recueille d'autre part des éléments similaires qu'elle traduit et transcrit, et écrit des articles publiés par des revues savantes comme le Journal of the Polynesian Society,,.
Teuira Henry meurt le 23 janvier 1915, à Paea, Papeete, Tahiti, à l'âge de 67 ans,.
Après sa mort, en 1928, son manuscrit est publié sous le titre Ancient Tahiti par le Bernice Pauahi Bishop Museum,. En 1951, Bertrand Jaunez traduit le texte en français sous le titre Tahiti aux temps anciens. En 1995, Dennis Kawaharada ré-édite certaines des récits de Teuira Henry en les regroupant avec d'autres, sous le titre Voyaging chiefs of Havaiʻi.

## Postérité
Le groupe Temaeva monte un spectacle fondé sur les écrits de Teuira Henry en 2017 intitulé Te Hau Pahu Nui.

## Œuvres
- Tahiti aux temps anciens
- Voyaging Chiefs of Havai'i (ré-impression partielle de Tahiti aux temps anciens)